# Earth Crisis
Earth Crisis ist eine US-amerikanische Hardcore-Band aus Syracuse, New York, die im Jahr 1989 gegründet wurde, sich 2001 auflöste und seit 2007 wieder aktiv ist.

## Geschichte
Die Band wurde im Jahr 1989 von Karl Buechner und DJ Rose gegründet. Buechner plante zunächst den Bass zu spielen, jedoch übernahm er den Gesang, nachdem der Bassist Ian „Bulldog“ Edwards zur Band gekommen war. Als der Schlagzeuger Mike Ricardi und die Gitarristen Ben Read und Scott Crouse zur Band gekommen waren, folgten die ersten Auftritte. Zudem nahm die Band ein erstes Demo auf, das sie an Hardline Records sandte. Jedoch konnte die Band bei dem Label keinen Vertrag erreichen, sodass sie ihre Single All Out War über Conviction Records veröffentlichte. Daraufhin schloss sich eine erste Tour durch die USA an, nachdem Dennis Merrick als neuer Schlagzeuger zur Band gekommen war. Durch ihr erstes Demo hatte die Band zudem die Aufmerksamkeit von Victory Records erreicht, worüber die EP Firestorm erschien. Zudem wurde All Out War bei diesem Label wiederveröffentlicht. Vor der Veröffentlichung des Debütalbums Destroy the Machines im Jahr 1995, wurde der Gitarrist Ben Read durch Kris Wiechman ersetzt. Daraufhin folgten Auftritte in Europa, wie etwa auf dem Dynamo Open Air, denen Konzerte in den USA zusammen mit Ignite, Damnation A.D. und Guilt folgten. Den Konzerten schloss sich eine weitere Tour zusammen mit Shelter an. Während einer Fahrt im Nordwesten der USA verunfallte die Band dann mit ihrem Van, wobei Merrick so schwer verletzt wurde, dass ein Krankenhausaufenthalt nötig war. Während seines Ausfalls gründeten Rose, Ricardi und ein weiterer Freund der Band das Projekt Path of Resistance. Durch das zweite Earth-Crisis-Album Gomorrah's Season Ends konnte die Band ihre Bekanntheit erhöhen, wodurch die Band an der Ozzfest-Tournee teilnehmen konnte. Danach veröffentlichte die Band das Live-Album The Oath That Keeps Me Free im Jahr 1997, das die Band bei einem Konzert in ihrem Heimatort Syracuse zeigte, bevor die Band einen Vertrag bei Roadrunner Records unterzeichnete. Gitarrist Wiechmann wurde mittlerweile durch Ian Edwards Bruder Erick ersetzt. Auf dem vom Andy Sneap produzierten Album Breed the Killers war Robb Flynn (Machine Head) als Gastsänger zu hören. Der Veröffentlichung folgten diverse Auftritte, darunter auch zusammen mit Vision of Disorder in New York. Die Band trennte sich nach der Veröffentlichung des Albums wieder von Roadrunner Records und kehrte zu Victory Records zurück. Bei diesem Label erschien im Jahr 2000 das Album Slither, das von Steve Evetts (Snapcase, Hatebreed) produziert wurde, ehe die Band zusammen mit In Flames auf Tour ging, die finanziell jedoch nicht erfolgreich war. Im Jahr 2001 erschien die Kompilation, die aus Demoliedern, seltenen Aufnahmen sowie Coverversionen bestand. Nach einem letzten Auftritt auf dem Hellfest in Syracuse löste sich die Band noch im selben Jahr auf.
Buechner gründeten daraufhin mit den Edwards-Brüdern die Band Nemesis, die sich später in Freya umbenennen sollte. Anfang 2007 gründete sich Earth Crisis neu in der Besetzung vor dem Zerfall der Band. Ihr erster Auftritt fand in Baltimore am 27. Januar statt. Daraufhin folgten Auftritte in den USA und Europa, wie etwa auf dem With Full Force 2007 oder dem französischen Hellfest; währenddessen arbeitete die Band an neuen Liedern. Im Jahr 2008 wurde das Album Breed the Killers bei I Scream Records wiederveröffentlicht. Nachdem die Band einen Vertrag bei Century Media unterzeichnet hatte, erschien Mitte April 2009 das von Tue Madsen produzierte Album To the Death. Im selben Jahr ging die Band auf die Hell on Earth Tour zusammen mit Sworn Enemy, Neaera, Waking the Cadaver, War from a Harlots Mouth, War of Ages und Thy Will Be Done. Im Jahr 2011 nahm die Band erneut am With Full Force teil. Im selben Jahr erschien zudem über Century Media das Album Neutralize the Threat.

## Stil
In ihren Liedern sprach sich die Band meist gegen Massentierhaltung, Alkohol-, Drogen- und Fleischgenuss und für Organisationen wie Earth First!, Sea Shepherd Conservation Society und die Animal Liberation Front (ALF) aus. Sie wird zur Straight-Edge-Bewegung gezählt.
Nach laut.de spielte die Band bereits in ihren Anfangstagen aggressiven Hardcore Punk, der von der Ablehnung von Drogen handelte, vergleichbar mit Künstlern wie Vegan Reich, Statement oder Raid. Auf der EP Firestorm thematisierte die Gruppe unter anderem das Vorgehen gegen Drogendealer und das Tierrecht. Auf Destroy the Machines spielte die Band eine laut Oliver Recker vom Metal Hammer eintönige Mischung aus Hardcore Punk und Metal. Martin Popoff schrieb in seinem Buch The Collector’s Guide of Heavy Metal Volume 3: The Nineties, dass das Album starke Metal Einflüsse aufwies, und zog Vergleiche zu Bands wie Biohazard, Crowbar und Pantera. Auf Gomorrah’s Season Ends stellte Robert Müller vom Metal Hammer im aggressiven Hardcore-Punk Einflüsse aus dem Metal fest und vermerkte: „[W]em Biohazard zu lasch geworden sind, der braucht Earth Crisis“. Müller beschrieb, dass die Band selbst in der Straight-Edge-Szene umstritten war und sie „durch ihre starrsinnige und provokante Art weniger Freunde haben, als es die rohe Qualität ihrer Musik erwarten lassen würde“. Die Coverversion von Creams Sunshine of Your Love auf dem Livealbum The Oath That Keeps Me Free war laut Martin Popoff als Doom-Metal-Version zu hören. Auf dem Album Slither wandte sich die Band laut laut.de ein wenig von den typischen Straight-Edge-Themen ab. Jens Kirsch von dem Ox Fanzine hörte auf dem Album zudem Einflüsse aus dem Nu Metal heraus. Auf Breed the Killer spielte die Band laut Björn Friedetzky vom Metal Hammer „Straight-Edge vom Feinsten“, wobei klangliche Parallelen zu Hardcore-Punk-Bands wie Sick of It All und Unsane hörbar waren. Laut Martin Popoff nahmen die Einflüsse aus dem Metal im Vergleich zu den Vorgängern noch weiter zu, wobei sich die Gruppe aus verschiedenen Stilen, wie Death Metal oder Heavy Metal der 1980er-Jahre, bediente; er verglich die Band mit downset. Laut Dominik Winter von dem Ox-Fanzine gestaltete sich das Album Slither wesentlich eingängiger und harmonischer als sein Vorgänger Breed the Killers. Laut Elmar Salmutter vom Metal Hammer unterschied sich das Album stark von den Vorgänger, was vor allem am von Buechner verwandten, an Fear Factory erinnernden Klargesang zu erkennen war, wobei in der Vergangenheit das hardcore-typische Shouting verwandt wurde. Thorsten Zahn vom Metal Hammer bezeichnete den Gesang auf dem Album als eine Mischung aus Gary Meskil (Pro-Pain), Lou Koller (Sick of It All) und Ozzy Osbourne. Auf der Kompilation Last of the Sane, die nur Coverversionen enthielt, spielte die Band laut Thorsten Zahn vom Metal Hammer „rumpeligen Metalcore“. Das Album To the Death widmeten sich den klassischen Themen, wie etwa Umweltschutz, Straight Edge, Tierschutz und Veganismus. Laut Christian Kruse vom Metal Hammer setzte Sänger Buechner wieder auf Shouting und nicht wie bei Slither auf Klargesang und Raps. Neutralize the Threat handelte von Gruppen wie die Black Panthers oder die Bekämpfung des Drogenhandels in den USA. Auf dem Tonträger wurde laut Christian Kruse vom Metal Hammer auch hier nicht mehr wie bei Slither auf Klargesang gesetzt, sondern wie bei den vorherigen Alben auf das genretypische Shouting.
Die Band wurde von dem Ox-Fanzine als Wegbereiter des Metalcore bezeichnet und zählte die Band 2007 zusammen mit Integrity zu einer der wichtigsten und szeneprägendsten Bands der letzten Jahre. Auch Martin Popoff zählte die Band in seiner Review Gomorrah’s Season Ends zu den Wegbereitern des Metalcore.
Frontmann Buechners Veganismus wurde schon früh durch sein Elternhaus geprägt, da seine Großmutter, seine Mutter, seine Tante und seine Schwester bereits Vegetarier waren. Durch Bilder von misshandelten Tieren, die er im Magazin der Tierschutzorganisation PETA sah, entschied er sich mit 16 Jahren, Vegetarier zu werden, ehe er sich mit 18 entschied, nur noch vegan zu leben.
Um die Band kursieren diverse Gerüchte. Eines davon kolportiert, dass Earth Crisis schwulenfeindlich seien. Der Sänger Karl Buechner dementierte dies und verwies hingegen auf die Tatsache, dass der erste Schlagzeuger der Band homosexuell gewesen sei. Hinsichtlich der Toleranz gegenüber Menschen, die nicht Straight Edge sind, zeigt sich Buechner heute versöhnlich: „Viele meiner Freunde trinken [Alkohol], trotzdem haben wir ein ganz normales Verhältnis. Die Lieblingsband eines durchschnittlichen Straight Edgers ist Madball oder Sworn Enemy […], die keinen Hehl daraus [machen], zu kiffen oder Alkohol zu trinken. [Straight Edger] haben kein Problem damit, Leute zu akzeptieren, die anders sind […], und wir genauso.“

## Diskografie
- 1992: All Out War (Single)
- 1993: Firestorm (EP)
- 1995: Destroy the Machines
- 1996: Gomorrah's Season Ends

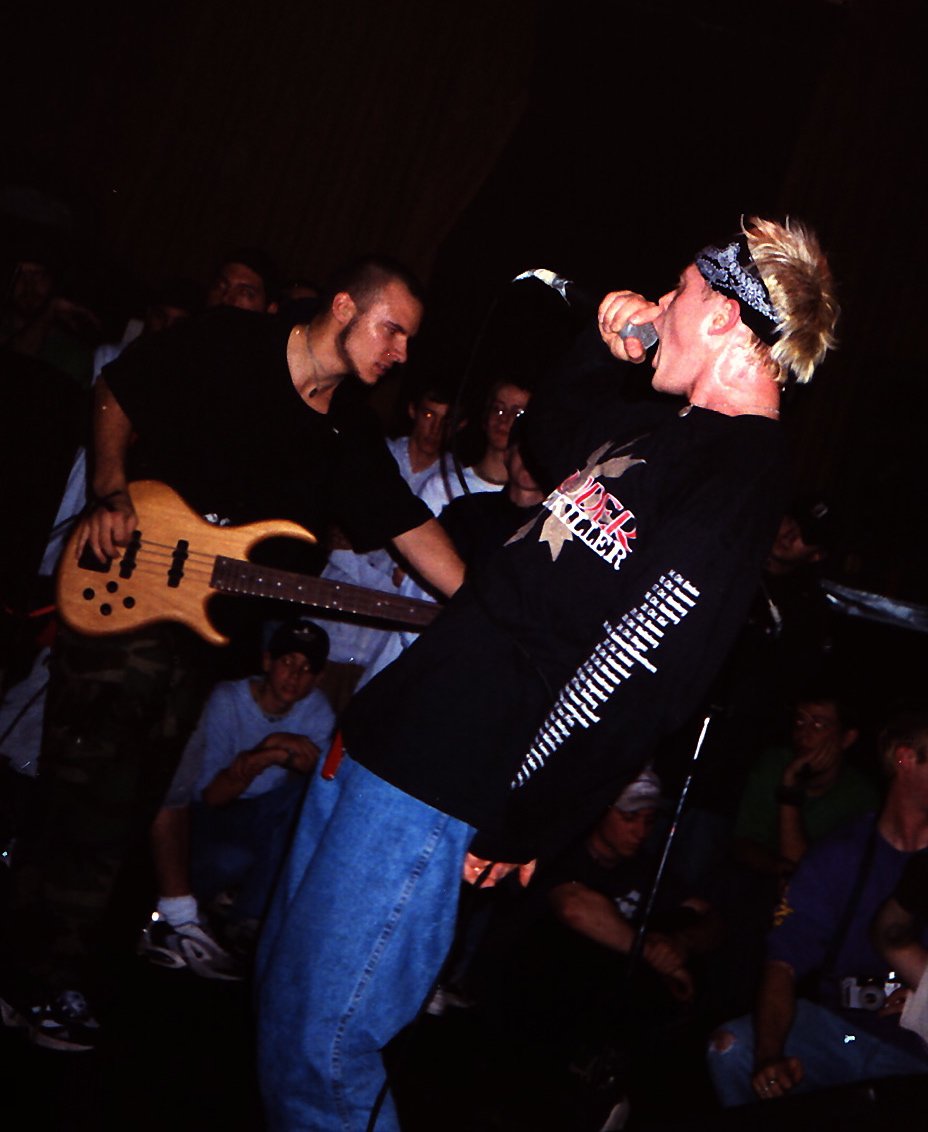
Earth Crisis (1996)

- 1996: The California Takeover (Split-Live-Album zusammen mit Strife und Snapcase)
- 1998: The Oath That Keeps Me Free (Live)
- 1998: Breed the Killers
- 2000: Slither
- 2001: Last of the Sane (Kompilation)
- 2001: Forever True (Best-of-Kompilation)
- 2009: Forced to Kill (EP)
- 2009: To the Death
- 2011: Into a Sea of Stone
- 2011: Neutralize the Threat
- 2014: Salvation of Innocents
- 2015: The Discipline (EP)
- 2022: Vegan for the Animals (EP)